# Gothia Cup 2015
A Gothia Cup 2015 (em português: Copa Gothia 2015 ou Taça Gothia 2015) é um grande torneio internacional de futebol para equipas juvenis de todo o mundo, aberto a jovens dos 11 aos 19 anos. É realizado em 12-18 de julho na cidade sueca de Gotemburgo, com a presença de 1 755 equipas com 38 500 atletas de mais de 80 países.

## Estatística
| Ano  | Número de equipas | Número de países | Número de participantes | Número de jogos | Número de campos utilizados |
| ---- | ----------------- | ---------------- | ----------------------- | --------------- | --------------------------- |
| 2015 | 1 755             |                  | 38 500                  | 4 405           | 110                         |

## Participação lusófona 2015
4 países de língua portuguesa participam no torneio.
- Brasil
- Moçambique
- Portugal
- São Tomé e Príncipe (pela primeira vez)